# Baggböle
Baggböle is een plaats in de gemeente Umeå in het landschap Västerbotten en de provincie Västerbottens län in Zweden. De plaats heeft 97 inwoners (2005) en een oppervlakte van 22 hectare. De plaats ligt aan de rivier de Ume älv, circa tien kilometer ten westen van het stadscentrum van Umeå. De Europese weg 12 loopt iets ten noorden van de plaats.